# Lycophotia vulpecula
Lycophotia vulpecula là một loài bướm đêm trong họ Noctuidae.